# Théodore de Bèze
Théodore de Bèze (Vézelay, 1519 - Ginebra, 1605), fou un teòleg calvinista i historiador francès.
L'any 1548 s'adherí públicament a la reforma i col·laborà amb Joan Calví. Fou professor de teologia a l'acadèmia protestant de Ginebra i, a la mort de Calví, en fou nomenat rector. Participà en el col·loqui de Poissy de 1561, que generà encara més divisió i descontentament, i fou president del sínode de La Rochelle (1580). L'any 1565 publicà el text grec del Nou Testament, considerada la primera edició crítica de la Bíblia. Per fer l'obra consultà disset manuscrits, i en una segona edició, utilitzà el Còdex Bezae, descobert per ell a Lió.

## Obra
- Abraham sacrifiant, tragèdia de tema bíblic, 1550.
- De haereticis a civil magistratu puniendis, 1554, escrit contra Miquel Servet.
- Confession de la foi chrétienne 1560.
- Du droit des Magistrats sur leurs sujets, on justifica el dret dels hugonots a resistir a la tirania, 1574.
- Tractationes theologicae, 1570-82.
- Vita Calvini, 1564.
- Histoire eclésiastique des Églises réformées au royaume de France, 1580.
- Chrestiennes Meditations, 1581, on medita sobre els salms.